# It’s Classy, Not Classic
It's Classy, Not Classic — дебютный полноформатный студийный альбом американского дуэта Breathe Carolina, выпущенный 16 сентября, 2008 года на Rise Records. Альбом достиг 186 места в Billboard 200 и шестого в Billboard Heatseekers.

## Об альбоме
It's Classy, Not Classic был записан с помощью программы GarageBand от Apple, используя MIDI-контроллер и несколько других программ для сведения. Релиз содержит все треки с предыдущего EP Gossip, кроме «Don't Forget: Lock the Door», который был позже включен в делюкс-издание их второго альбома Hello Fascination (2009).
Видеоклип на трек «Diamonds» был снят Robby Starbuck, который известен работами с Asking Alexandria, Snoop Dogg, August Burns Red, Smashing Pumpkins и другими.

## Список композиций
| №                   | Название                 | Длительность |
| ------------------- | ------------------------ | ------------ |
| 1.                  | «The Introduction»       | 2:29         |
| 2.                  | «No Vacancy»             | 3:24         |
| 3.                  | «Show Me Yours»          | 3:50         |
| 4.                  | «The Birds and the Bees» | 4:03         |
| 5.                  | «Classified»             | 3:14         |
| 6.                  | «Gossip»                 | 3:32         |
| 7.                  | «That's Classy»          | 3:37         |
| 8.                  | «Diamonds»               | 3:55         |
| 9.                  | «You Wish»               | 1:33         |
| 10.                 | «Lovely»                 | 3:54         |
| 11.                 | «Put Some Clothes On»    | 3:50         |
| Общая длительность: | Общая длительность:      | 37:14        |